# جايمي بارتليت
جايمي بارتليت (بالإنجليزية: Jamie Bartlett)‏ هو ممثل جنوب أفريقي، ولد في 9 يوليو 1966 في المملكة المتحدة.

## أعمال

### أفلام
- (1999) برافو اثنين صفر
- (2013)  طريق طويل إلى الحرية[3]

### مسلسلات
- برافو اثنين صفر

## وصلات خارجية
- جايمي بارتليت على موقع IMDb (الإنجليزية)
- جايمي بارتليت على موقع قاعدة بيانات الفيلم (الإنجليزية)